# Vrije kerk

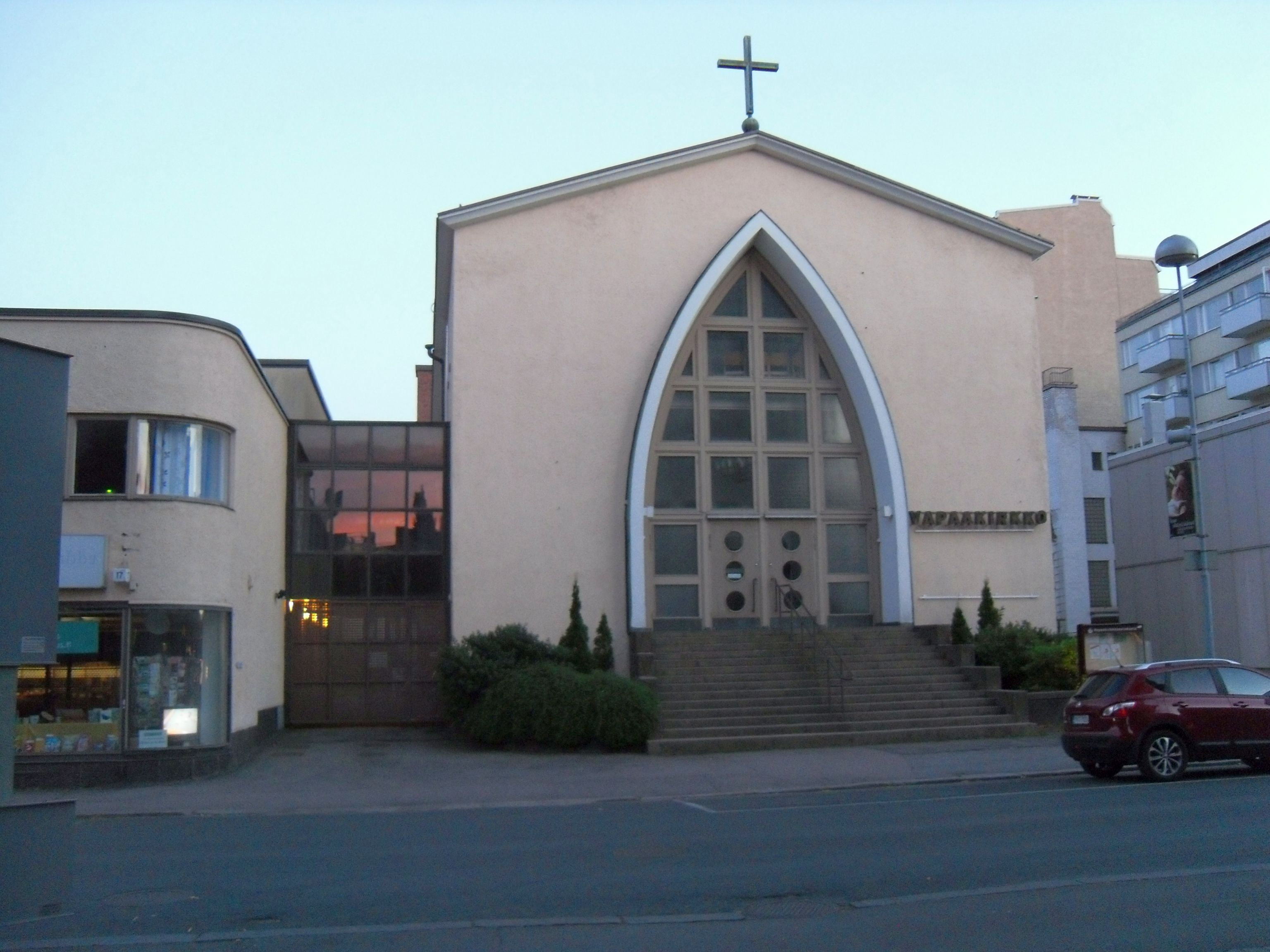
Vrije Kerk van Tampere, Finland

De term vrije kerk verwees oorspronkelijk naar een protestantse kerk die – in tegenstelling tot een staatskerk – onafhankelijk was van de staat. Als gevolg van de scheiding van kerk en staat die nu grotendeels in Europa heeft plaatsgevonden, kan de betekenis van het woord niet langer duidelijk worden begrepen. De term vrije kerk wordt tegenwoordig gebruikt om een specifieke kerk te onderscheiden van nationale kerken. De uitdrukking vrije wordt op verschillende manieren opgevat, bijvoorbeeld in de zin van vrijwillig lidmaatschap, organisatorische onafhankelijkheid, ook ten aanzien van een door de staat geheven kerkelijke belasting, of als indicatie van een bepaalde theologische houding.
In Scandinavië behoren tot de vrije kerk ook christenen die geen communicanten zijn van de staatskerk zoals de Lutherse Kerk van Zweden.
In Engeland, waar de Church of England (Anglicaanse kerk) de gevestigde kerk is, zijn andere protestantse denominaties zoals presbyterianen, congregationalisten, baptisten, de Plymouth Brethren, methodisten en quakers dienovereenkomstig vrije kerken. In Schotland kan het worden gebruikt met betrekking tot elke protestantse denominatie, inclusief de Free Church of Scotland, de Free Presbyterian Church of Scotland, de Reformed Presbyterian Church of Scotland enzovoorts, ter onderscheiding van de gevestigde Church of Scotland.

## Geschiedenis
In de middeleeuwen waren groepen als de Waldenzen in de praktijk vrije kerken. In het 16e-eeuwse Europa waren er binnen de radicale bewegingen zoals de anabaptisten vrije kerken zoals de Mennonieten, de Amish, en de Quakers.
Vrije kerken ontwikkelden zich ook in de VS, ondersteund door de officiële en volledige scheiding van kerk en staat, terwijl een groot deel van Europa enige betrokkenheid van de overheid bij religie en kerken was via bijvoorbeeld belastingheffing om hen te ondersteunen en door het benoemen van predikanten en bisschoppen.

## Op volgorde per land

### Verenigde Staten
In de Verenigde Staten zijn, vanwege het Eerste Amendement dat de vestiging van een kerk door de overheid verbiedt, alle kerken per definitie vrije kerken. Veel kerken in de Verenigde Staten hebben echter om een belastingvrijstelling verzocht op grond van sectie 501c3 van de Internal Revenue Code. Dit onderwerpt de kerken aan bepaalde aanvullende regels om de belastingvrijstelling te behouden. Kerken die zijn gestructureerd onder 501(c)(3) hebben te maken met beperkingen op het gebied van politieke meningsuiting: geen enkel substantieel deel van de activiteiten van de kerk mag bestaan uit het voeren van propaganda of anderszins proberen de wetgeving te beïnvloeden. Een 501(c)(3)-organisatie mag ook niet deelnemen aan of tussenbeide komen in een politieke campagne voor of tegen een politieke kandidaat.

### Duitsland
In Duitsland worden protestantse kerken buiten de Evangelische Kerk in Duitsland (de Lutherse Kerk) onder het gemeenschappelijke label geplaatst van, en gezamenlijk aangeduid als ‘vrije kerken' (Duits: Freikirchen) of "protestantse vrije kerken" (Duits: Evangelische Freikirchen) Dit omvat relatief nieuwe denominaties zoals baptisten, methodisten enzovoorts maar ook oudere zoals de mennonieten en de Evangelisch-Lutherse Vrije Kerk.

### China
Het Pew Research Center schatte begin 2010 dat China 35 miljoen onafhankelijke protestanten telt (voornamelijk in huisgemeentes) en 3,3 miljoen ondergrondse katholieke kerken.

### Zweden
In Zweden wordt de term vrije kerk (Zweeds: frikyrka) gebruikt voor elke christelijke protestantse denominatie die geen deel uitmaakt van de Kerk van Zweden, die tot 1 januari 2000 de Zweedse staatskerk was. Dit omvat baptisten, pinksterkerken, methodisten enzovoorts.